# Jadwiga Korbasińska
Jadwiga Korbasińska, coniugata Jankowska (Varsavia, 10 luglio 1946 – 7 ottobre 2014), è stata una cestista polacca.

## Carriera
Con la Polonia ha disputato due edizioni dei Campionati europei (1968, 1970), vincendo la medaglia di bronzo nel 1968.